# Цільова функція
Цільова функція — функція, що зв'язує мету (змінну, що оптимізується) з керованими змінними в задачі оптимізації.
У широкому сенсі цільова функція — це математичний вираз деякого критерію якості одного об'єкта (рішення, процесу тощо) в порівнянні з іншим. Прикладом критерію в теорії статистичних рішень є середньоквадратичний критерій точності апроксимації. Мета — знайти такі оцінки, при яких цільова функція досягає мінімуму.
Важливо, що критерій завжди привноситься ззовні, і тільки після цього шукається правило рішення, що мінімізує або максимізує цільову функцію.
Цільова функція може містити:
- безпосередньо виміряні величини, напр., вихід γ продукту і вміст β цінного компоненту в ньому, у вигляді:

γ → γmax ; β = βзад ;
- деякий обчислювальний показник, який об'єднує декілька вихідних, безпосередньо вимірюваних показників досліду;
- деякий обчислювальний показник, який об'єднує як безпосередньо вимірювані показники і фактори.

Важливою особливістю цільової функції є неможливість забезпечення в рамках одного процесу, при одному і тому ж наборі факторів управління, максимального (мінімального) значення двох і більше показників.
Формулюючи оптимізуючий показник слід виділити і додати до нього усі необхідні обмеження і отримати тим самим доцільну цільову функцію.